# Göztepe SK
Maillots
Actualités
Le Göztepe Spor Kulübü est un club de football turc basé à Izmir.

## Histoire
Le club évolue en première division de 1959 à 1977, puis de 1978 à 1980, ensuite de 1981 à 1982, puis à nouveau de 1999 à 2000, et enfin de 2001 à 2003. Il se classe troisième du championnat lors de la saison 1970-1971, ce qui constitue sa meilleure performance.
Le club est demi-finaliste de la Coupe des villes de foires en 1969, puis quart de finaliste de la Coupe des coupes en 1970.

## Palmarès
- Championnat de Turquie D2 (4)
  - Champion : 1977-78, 1980-81, 1998-99, 2000-01

- Coupe de Turquie (2)
  - Vainqueur : 1968-69, 1969-70
  - Finaliste : 1966-67

- Coupe de la Présidence (1)
  - Vainqueur : 1969-70
  - Finaliste : 1968-69

- Championnat d'Izmir (5)
  - Champion : 1941-42, 1942-43, 1943-44, 1949-50, 1952-53

## Parcours en championnat
- Championnat de Turquie : 1959-1977, 1978-1980, 1981-1982, 1999-2000, 2001-2003, 2017-
- Championnat de Turquie D2 : 1977-1978, 1980-1981, 1982-1999, 2000-2001, 2003-2004, 2011-2013, 2015-2017
- Championnat de Turquie D3 : 2004-2005, 2009-2011, 2013-2015
- Championnat de Turquie D4 : 2005-2007, 2008-2009

## Personnalités du club

### Anciens joueurs
- Servet Çetin
- / Rachid Djebaili
- Richard Kingson
- / Ersen Martin
- Helman Mkhalele
- Cherif Ndiaye
- Kamel Ouejdide
- Bülent Uygun